# Earth of Blood
Earth of Blood, álbum de la banda colombiana de metal Athanator grabado en 2004.
Este CD marcó un cambio en la manera de hacer las cosas en el grupo, tanto a nivel de composición, como de producción general. Inicialmente compusieron las 15 canciones del álbum con la idea de sacar solo 10, pero después de trabajar en cada una de ellas, en sus arreglos y escucharlas en la preproducción, decidieron grabarlas todas.

## Lista de canciones
1. Earth of Blood
2. Children of Darkness
3. Perverse Paradise
4. Even the Angels Fall
5. Race of Cain
6. A death in a hole
7. Walk down the dark
8. Rage
9. The savior of God
10. The cold hour before dawn
11. Without choice
12. Metabolic Damage
13. Schedule to die
14. Healing by the Blood
15. Frightened by the bombs

- Datos: Q5554661